# I Biffen
I Biffen var et dansk filmmagasin, der blev vist på Kanal København i en årrække frem til 2008.
Programmets vært var Bo Larsen, der viste klip fra biografaktuelle film, som han orienterede om uden at anmelde dem.